# San José (departamento)
San José é um departamento do Uruguai, sua capital é a cidade de San José de Mayo.
Com suas costas sobre o rio da Prata, possui praias com finas areias, destacando-se Kiyú e Boca del Cufré, esta última na desembocadura do arroio do mesmo nome e que é navegável em parte de sua larga extensão. Ao norte do departamento há extensas regiões com "mares de piedra" nas Sierras de Mahoma, região onde podem-se realizar passeios e caminhadas.

## Principais cidades
- Delta del Tigre
- San José de Mayo